# Le Mesnil-Simon, Eure-et-Loir
Le Mesnil-Simon är en kommun i departementet Eure-et-Loir i regionen Centre-Val de Loire strax norr om centrala Frankrike. Kommunen ligger i kantonen Anet som tillhör arrondissementet Dreux. År 2022 hade Le Mesnil-Simon 569 invånare.

## Befolkningsutveckling
Antalet invånare i kommunen Le Mesnil-Simon
Referens:INSEE